# Габов, Николай Николаевич
Николай Николаевич Габов (1919—1982) — участник Великой Отечественной войны, разведчик штабной батареи 1-го гвардейского артиллерийского полка 4-й гвардейской воздушно-десантной дивизии 40-й армии 2-го Украинского фронта, гвардии рядовой. Герой Советского Союза.

## Биография
Родился 28 ноября 1919 года в уездном городе Усть-Сысольске, Вологодской губернии (ныне город республиканского значения Сыктывкар, столица Республики Коми).
В Красную Армию призван в 1941 году. На фронте Великой Отечественной войны — с февраля 1943 года. Воевал на Северо-Западном, Центральном, 1 и 2-м Украинских фронтах, участвовал в битве на Курской дуге. Будучи разведчиком гвардейского артполка, обнаруживал и засекал огневые точки и живую силу противника.
В числе первых форсировал Днепр. Рядовой Николай Габов также первым форсировал реку Днестр и отважно действовал в боях за удержание плацдарма. С группой разведчиков вступил в бой с противником в деревне Лоточинцы, где лично уничтожил двенадцать фашистов. 27 марта 1944 года у деревни Бабино Винницкой области группа разведчиков неожиданно столкнулась с батальоном противника. Николай Габов, уничтожив вражеский расчёт, захватил ручной пулемёт и вступил в неравный бой. 36 убитых, 35 раненых и 6 пленных — таков был итог этого боя.
В 1945 году Габов окончил артиллерийское военное училище и продолжал службу в армии на командных и политических должностях. С 1961 года — майор в отставке. Член КПСС с 1963 года.
После демобилизации жил и работал в г. Новочеркасске. Был помощником директора в ремесленном училище № 8. С 1964 года работал преподавателем Новочеркасского инженерно-мелиоративного института. Окончил заочно Шахтинский пединститут (1966).
Умер 15 марта 1982 года, похоронен в Новочеркасске.

## Награды
- 13 сентября 1944 года Н. Н. Габову присвоено звание Героя Советского Союза с вручением ордена Ленина и медали «Золотая Звезда».
- Награждён орденом Красной Звезды и медалями.

## Память
- В Новочеркасске на доме по ул. Московская, 58, где жил Герой, установлена мемориальная доска[1].
- В Сыктывкаре именем Габова названа площадь, расположенная на пересечении улиц Ленина и Горького[2].
- 22 августа 2004 года в Сыктывкаре в рамках празднования Дня Республики торжественно открыта мемориальная доска с барельефом Героя[3].
- 25 июня 2015 года в аэропорту Сыктывкара самолёту ОАО «Комиавиатранс» L-410 (RA-67023) присвоено имя героя Советского Союза, Николая Габова[4].